# Nagyharsány
Nagyharsány – wieś i gmina w południowej części Węgier, w pobliżu miasta Siklós, niedaleko granicy chorwackiej. Administracyjnie Nagyharsány należy do powiatu Siklós, wchodzącego w skład komitatu Baranya i jest jedną z 53 gmin tego powiatu.

## Historia
Po raz pierwszy nazwa miejscowości została wymieniona w 1223.

## Warunki klimatyczne
- bardzo mało opadów od wiosny do jesieni,
- ciepłe lato,
- zimy łagodne i umiarkowanie suche.

Klimat sprzyja rozwojowi rzadkiej roślinności.

## Zabytki

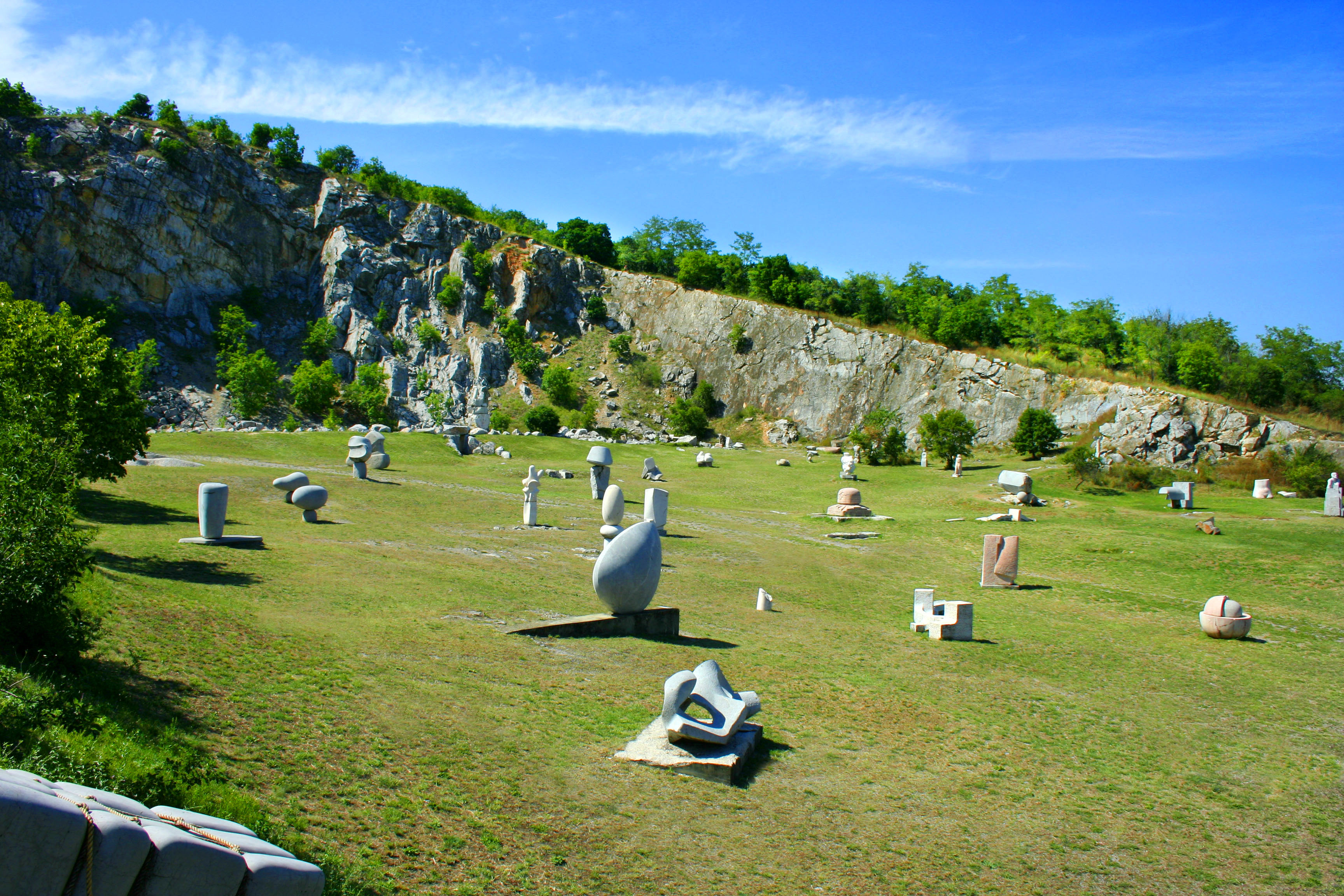
Park Szársomlyó

- Kościół Reformatów
- Park Szársomlyó